# Fumiya Suzuki
Fumiya Suzuki (født 29. april 1998) er en japansk tidligere professionel fodboldspiller.
Han har spillet for flere forskellige klubber i sin karriere, herunder FC Tokyo.